# Paul Samwell-Smith
Paul Samwell-Smith (* 8. Mai 1943 in Richmond, London, als Paul Smith) ist ein britischer Musiker und Produzent, der vor allem als Gründungsmitglied und Bassist der englischen Rockband The Yardbirds bekannt wurde.

## Frühe Jahre
Der Rock-’n’-Roll- und Bluesfan wuchs im Südwesten Londons auf. 1959 spielte er in der Band „Country Gentlemen“ Gitarre, am Schlagzeug saß sein Schulfreund Jim McCarty. Die Gruppe löste sich mit dem Schulabschluss 1962 auf. Seine nächste Band hieß „Strollers“, um diese Zeit wechselte er zum Bass. Aus dem „Metropolitan (oder Metropolis) Blues Quartet“, seiner nächsten Gruppe, entstanden schließlich die Yardbirds.

## The Yardbirds
Mit den Yardbirds feierte Samwell-Smith in Europa und Amerika Erfolge. Er war Koautor zahlreicher Songs der Gruppe. Bei etlichen Aufnahmen der Yardbirds war er Koproduzent und Toningenieur, wobei er unter anderem mit Mickie Most, Simon Napier-Bell und Giorgio Gomelsky zusammenarbeitete. Er verließ die Yardbirds 1966, um sich auf seine Karriere als Musikproduzent zu konzentrieren.
In den 1980ern spielte er mit den ehemaligen Yardbirds-Kollegen Chris Dreja und Jim McCarty in der Band Box of Frogs, die zwei Alben herausbrachte.

## Musikproduzent
Zu den Musikern und Bands, die Samwell-Smith produzierte oder mit produzierte, zählen unter anderem Cat Stevens, Jethro Tull, Carly Simon, Renaissance, Murray Head, Chris de Burgh, Beverley Craven, Illusion, Claire Hamill, Amazing Blondel, All About Eve und Paul Simon. Paul Samwell-Smith war auch Musikproduzent für den Film Harold and Maude (1971), die Musik stammte von Cat Stevens. Eine weitere bekannte Filmmusik, die er produzierte, war der Soundtrack zu Grüße aus Hollywood (1990).